# Elle (película)
Elle (también conocida como Elle: abuso y seducción en México, Argentina, Venezuela y República Dominicana) es una película de suspense psicológico erótico del humor oscuro coproducida entre Francia, Bélgica y Alemania, dirigida por Paul Verhoeven y adaptada por David Birke. La película está basado en la novela Oh... de Philippe Djian y fue protagonizada por Isabelle Huppert. Los actores Laurent Lafitte, Anne Consigny, Charles Berling, Virginie Efira, Christian Berkel y la participación de Judith Magre forman parte del reparto principal. La cinta cuenta la historia de una mujer de negocios, Michèle (Huppert), que es violada en su casa por un desconocido y posteriormente decide proseguir como si nada hubiese ocurrido debido a su experiencia pasada con la policía.
Es la primera película de Verhoeven en diez años después de su película de 2006 Zwartboek (El libro negro), y su primera cinta en lengua francesa. La película se estrenó en concurso por la Palma de Oro del Festival de Cannes 2016, donde recibió amplios elogios por parte de la crítica. Elle fue seleccionada como la candidata por Francia a la Mejor película de habla no inglesa en la 89.ª ceremonia de los Premios Óscar, aunque finalmente no fue seleccionada entre las 5 películas finalistas. En los Premios César, la película recibió un total de once nominaciones y logró obtener finalmente el de Mejor Película.
La interpretación de Isabelle Huppert fue ampliamente aclamada, siendo considerada como uno de los mejores de su carrera. Fue nominada para el Oscar a la mejor actriz, y también ganó varios premios, incluyendo los Premios Globo de Oro, Austin Film Critics Association, Premios Lumiere, Gotham Awards, Independent Spirit Award, entre otros.

## Argumento
Michèle Leblanc es una mujer indestructible. Tiene una fuerte personalidad y gran carácter para afrontar la realidad, pero las cosas cambian cuando es asaltada y violada por un individuo que llevaba una máscara de esquí. Luego de aquel incidente, ella decide no llamar a la policía y limpia el desorden. Decide continuar su vida como si nada hubiera pasado, pero vivirá con temor al saber que aquel individuo algún día podría regresar.
Michèle es la cabeza principal de una empresa de videojuegos de París, donde sus empleados varones están tanto resentidos como encaprichados con ella. Por su parte ella se siente muy distante de su hijo Vincent, quien está comprometido con Josie, una mujer que le es infiel y además está embarazada. Michèle también tiene una relación conflictiva con su madre, ya que ésta vive en su apartamento y no para de comprometerse con hombres mucho más jóvenes que ella.
Mientras tanto, Michèle lleva a cabo un romance con Robert, el marido de su mejor amiga y socia, Ana, y descubre que empieza a gustarle mucho su vecino, Patrick, quien está casado con una mujer llamada Rebecca, hasta el punto de que se pone a coquetear con él. Por otra parte, Michèle es la hija de un asesino en serie cuya audiencia de libertad condicional esta próxima. Cuando se reúne en un restaurante con sus amigos, les cuenta el incidente que le había sucedido. Estos le suplican que vea a un médico y presente el caso a las autoridades, pero finalmente ella se niega.
Después de la violación, Michèle comienza a sospechar de los hombres que son parte de su vida y su trabajo. El primer sospechoso es Kurt, un resentido empleado particular. Luego, hiere en los ojos con gas pimienta a Richard, su exmarido, pensando que se trataba del individuo que venía a buscarla. Aunque cosas extrañas comenzaban a suceder, Michèle descubre una animación de videojuegos donde es violada, y llamadas extrañas empiezan a llegar a su móvil.
En el curso de la historia, Michèle tratará de tomar decisiones a su manera y descubrirá un sentimiento que va más allá del afecto hacia el individuo que la asaltó.

## Reparto
- Isabelle Huppert como Michèle LeBlanc.
- Laurent Lafitte como Patrick, esposo de Rebecca y vecino de Michèle.
- Anne Consigny como Anna.
- Christian Berkel como Robert.
- Virginie Efira como Rebecca, la esposa de Patrick
- Judith Magre como Irène LeBlanc, la madre de Michèle.
- Charles Berling como Richard Casamayou, exesposo de Michèle.
- Jonas Bloquet como Vincent Casamayou, hijo de Michèle y Richard.
- Alice Isaaz como Josie.
- Lucas Prisor como Kurt.
- Raphaël Lenglet como Ralph, amante de Irène.
- Vimala Pons como Hélène.
- Arthur Mazet como Kevin
- Stéphane Bak como Omar, amigo de Vincent
- Hugo Conzelmann como Philipp Kwan

## Producción

### Guion
David Birke fue el encargado de realizar la adaptación de la novela Oh... de Philippe Djian, publicada en 2012. Verhoeven, el director de la película decidió iniciar el rodaje en Francia, para tener un bien ambiente de la literatura francesa y después de haber seleccionado mayormente a un elenco de actores franceses.

### Casting
Paul Verhoeven declaró que el trabajo de dirigir su siguiente película "seria muy diferente a todo lo que ha hecho antes, pero en esta ocasión, hacia lo desconocido, creo que es importante en la vida de un artista. Un modo existencial. Como artista, hay que tener la medida posible, su paso a lo desconocido y ver lo que pasa con las personas". El proyecto fue presentado en el Marché du Film durante el Festival de Cine de Cannes de 2014 donde se describió como una producción extremadamente erótica y pervertida. Verhoeven tenía planeado buscar a una actriz que este "preparada para asumir eso" y primero creyó en Nicole Kidman y dijo "ella podría manejar este papel". Aunque también consideró otras actrices que realizaron trabajos similares como Julianne Moore, Diane Lane, Charlize Theron, Marion Cotillard, Sharon Stone y Carice van Houten para que pudieran interpretar el papel de Michèle, una empresaria que es violada en su casa por un asaltante desconocido con una máscara negra y se niega a que el incidente pueda alterar su ordenada vida. Sin embargo, la incapacidad del director para convencer a una gran actriz estadounidense para que desempeñara el papel lo dejó frustrado, y más tarde explicó: "Estoy de acuerdo en que no hay muchas partes femeninas - ciertamente no en el cine americano. La audacia de ser polémica espero que todas estas actrices vean la película ".

### Desarrollo
La película originalmente se suponía que debía tener lugar en Boston o Chicago, pero según el director, rodar la película en Estados Unidos podría haber resultado «demasiado difícil» debido a su contenido violento, fuerte e inmoral ya que, aclaró, «eso habría significado entrar más en la dirección de instintos básicos, muchas cosas que son importantes de la película probablemente habrían disminuido, por lo que llegaría a ser una historia banal y transparente. El misterio habría desaparecido».
Verhoeven entonces decidió rodar la película en Francia y en francés y utilizó un tiempo significativo antes de la producción para aprender el idioma, con el fin de comunicarse eficazmente con un elenco predominantemente francés y con los encargados de la producción.
En septiembre de 2014, la actriz francesa Isabelle Huppert fue contratada finalmente para el papel principal. Huppert describió el guion como una historia muy interesante y capaz de llevarlo a la pantalla. Además dijo que Verhoeven era uno de los mejores directores del mundo para ella, así que se unió a la producción y aceptó el papel inmediatamente.
Isabelle Huppert ha respondido en una entrevista sobre su crítica en cuanto al director y la película, e incluso su forma de trabajo: «Verhoeven es un cineasta muy provocador, pero no se limita a eso. Sabe acompañar muy bien ese punto de partida; en el caso de Elle, sobre todo, con un manejo muy especial de la ironía. La ironía le da a la película una profundidad bastante sorprendente. A partir de la violación que sufre el personaje, nos va llevando a lugares inesperados. Se centra en cómo reacciona la mujer a ese hecho, y también al descubrimiento de quién es el individuo que la forzó. Es interesante que los hombres en la película son más bien débiles y frágiles, mientras que ella reacciona de una manera bastante impredecible. Es una víctima, pero no es una caricatura ni de la mujer común ni de la mujer con poder. Tiene una característica incierta, ambigua».

### Rodaje
El rodaje de la película se inició el 10 de enero de 2015, con aproximación de 10 semanas de rodaje, sin contar los días posteriores en que se terminó la producción. Se llevó a cabo en la ciudad de París, Francia. El rodaje fue cancelado principalmente debido al atentado contra Charlie Hebdo cometido por miembros enmascarados de Al Qaeda el 7 de enero. Durante el rodaje de las primeras escenas, en la casa del personaje de Isabelle Huppert, recibieron un disparo en Saint-Germain-en-Laye.
El director de la película, Verhoeven, describió su trabajo como "difícil", pero más tarde tuvo la oportunidad de ser entrevistado y admitió que era un trabajo bastante agradable y muy fácil de hacer. Luego comenzaron a circular críticas y rumores de que la película era un "thriller erótico". El director finalmente dio su punto de vista: «Están en una extraña confrontación con una película que es no ordinaria, no creo que la historia es erótica, se trata de una violación, un thriller erótico sería un poco raro, ¿verdad lo que quiero decir, podría ser erótico para la persona que lo hace, pero no creo que la violación en general sea algo que llame erótica».
El 13 de mayo de 2015, el director tuvo una entrevista con los miembros de Variety y expresó que tenía «una sensación fuerte, porque estaba trabajando con algo que no había hecho antes». También reconoció un gran trabajo de la actuación de Huppert y su personaje, diciendo que «Isabelle es una actriz muy talentosa que le da más de lo que se pide en el papel... incluso lo que está en el libro. Ella hace experimentos en su mente para llegar a lugares que probablemente decide evitar en la realidad . Y eso hace que le dé una forma absolutamente única».

### Música
La partitura de Elle fue compuesta por la compositora inglesa Anne Dudley y fue lanzada el 23 de septiembre de 2016.

## Lanzamiento

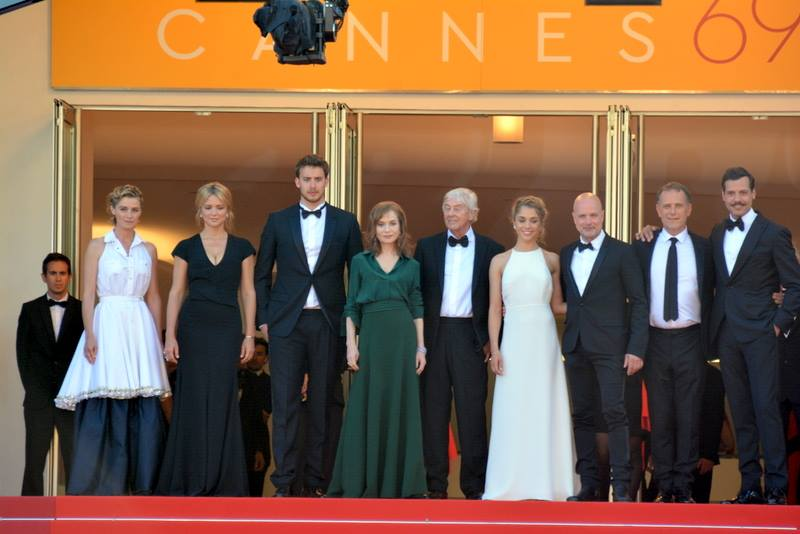
El elenco de la película en el Festival de Cannes.

El primer cartel de la película fue lanzado en mayo de 2015, durante el Festival de Cannes, donde SBS Producciones vendió la película a nivel internacional.El 16 de enero de 2016, el primer tráiler y el póster definitivo fueron puestos en libertad. El 11 de marzo de 2016, la revista de cine francesa Le Film Français anunció que SBS Distribución trasladó hasta la fecha de lanzamiento del 21 de septiembre al 25 de mayo de 2016. El 14 de abril de 2016, se anunció que la película había sido seleccionada para competir para la Palma de Oro en la sección principal de la competición en el Festival de Cannes. El 27 de abril de 2016, fueron puestos en libertad varias imágenes de la película.
El 11 de mayo de 2016, se anunció que Sony Pictures Classics había adquirido los derechos de distribución para lanzar la película en América del Norte, América Latina, Australia, Nueva Zelanda, Escandinavia, Europa del Este (excluyendo a Rusia) y Asia (excepto China y Japón). Sony, que había adquirido previamente con Verhoeven, dijo en un comunicado: "Este es el thriller de Paul Verhoeven en su mejor e Isabelle Huppert y la actuación de su vida. Elle promete ser un éxito con el público en este otoño." Verhoeven añadió, "Sony siempre ha sido mi hogar en los EE.UU., y estoy emocionado de que Sony Classics se hará cargo de Elle con la maravillosa actriz Isabelle Huppert. Estoy satisfecho de que incluso mis películas europeas han terminado con ellos." Tras el estreno de la película de Cannes, Sony anunció su estreno en los EE. UU. el 11 de noviembre de 2016.
| Fechas de estreno (Fuente: IMDb). |                                                       |                     |                                                   |
| País                              | Fecha de estreno                                      | País                | Fecha de estreno                                  |
| Francia                           | 21 de mayo de 2016 Festival de Cine de Cannes         | Bélgica             | 26 de mayo de 2016 Montreal                       |
| Suiza                             | 25 de mayo de 2016                                    | Países Bajos        | 2 de junio de 2016                                |
| Nueva Zelanda                     | 28 de julio de 2016 Festival de Cine de Nueva Zelanda | Australia           | 4 de agosto de 2016 Festival de Cine de Melbourne |
| Chile                             | 27 de agosto de 2016 Festival de SANFIC               | Hong Kong           | 30 de agosto de 2016                              |
| Canadá                            | 8 de septiembre de 2016 Festival de Cine de Toronto   | Hungría             | 17 de septiembre de 2016                          |
| España                            | 18 de septiembre de 2016 Festival de San Sebastián    | Rusia               | 22 de septiembre de 2016                          |
| Estados Unidos                    | 25 de septiembre de 2016 Fantastic Fest               | Ucrania             | 29 de septiembre de 2016                          |
| Alemania                          | 3 de octubre de 2016 Festival de Hamburgo             | Grecia              | 6 de octubre de 2016                              |
| Bulgaria                          | 7 de octubre de 2016                                  | Reino Unido         | 8 de octubre de 2016 BFI Festival de Londres      |
| Estados Unidos                    | 14 de octubre de 2016 Festival de Cine de Nueva York  | Israel              | 17 de octubre Festival de Haifa                   |
| Uruguay                           | 20 de octubre de 2016 Festival de Cine de Montevideo  | Austria             | 25 de octubre de 2016 Festival de Cine de Vienna  |
| Turquía                           | 4 de noviembre de 2016                                | Portugal            | 5 de noviembre de 2016                            |
| India                             | 11 de noviembre de 2016                               | Eslovenia           | 8 de octubre de 2016 Festival de Ljubljana        |
| Estonia                           | 12 de noviembre de 2016                               | Macedonia del Norte | 13 de noviembre de 2016                           |
| Filipinas                         | 14 de noviembre de 2016                               | Suecia              | 14 de noviembre de 2016                           |
| Brasil                            | 17 de noviembre de 2016                               | Italia              | 18 de noviembre de 2016 Festival de Torino        |
| Argentina                         | 30 de noviembre de 2016 Festival de Cannes Film Week  | Finlandia           | 9 de diciembre de 2016                            |
| Perú                              | 22 de diciembre de 2016                               | Polonia             | 27 de enero de 2017                               |
| Bosnia y Herzegovina              | 2 de febrero de 2017                                  | Singapur            | 2 de febrero de 2017                              |
| República Dominicana              | 9 de febrero de 2017                                  | México              | 10 de febrero de 2017                             |
| Argentina                         | 16 de marzo de 2017                                   | China               | 9 de abril de 2017 Festival de Beijing            |
| Venezuela                         | 5 de mayo de 2017                                     | Egipto              | 5 de abril de 2021 Lanzamiento en Blu-ray         |

## Recepción de la crítica

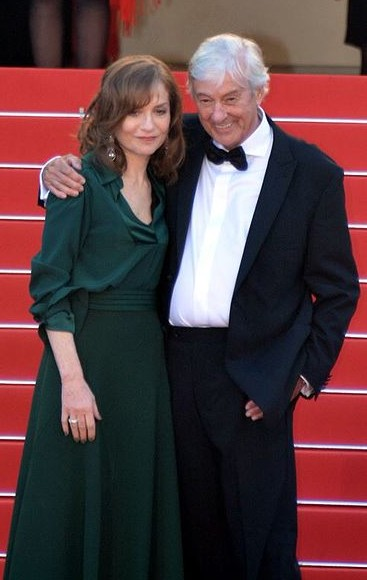
Huppert y Verhoeven en el Festival de Cannes.

### La opinión de Isabelle Huppert
Huppert fue entrevistada de manera constante debido a su personaje y en varias ocasiones mencionó que se trató de un trabajo realmente notable. Más tarde, fue a Argentina donde la entrevistaron para el periódico Clarín y dijo: «Nunca me siento atormentada por lo que interpreto. Sólo me encargo de que el espectador tenga ese sentimiento. Dejando de lado el humor, el conocimiento del pasado de su padre es un indicio de la relación rara que establece con su violador. Nada de lo que estoy diciendo puede ser tomado de una forma definitiva porque la película justamente evita esas afirmaciones. Sólo da hipótesis...»

### Opinión de los críticos
Elle ha tenido una acogida muy positiva por parte de la crítica, con la dirección de Verhoeven y la prestación interpretativa de Huppert siendo muy elogiados. En la revisión de Rotten Tomatoes , la película mantiene un índice de aprobación del 88% sobre la base de 133 comentarios, con una nota media de 7.9 / 10. En Metacritic, que asigna una calificación normalizada de 100 comentarios de la prensa de corriente, la película recibió una puntuación media de 89, basado en 34 revisiones, lo que indica "aclamación universal".
La película recibió siete minutos de ovación de pie en su estreno internacional del Festival de Cannes. Leslie Felperin de The Hollywood Reporter la describió como «el más empoderamiento nunca hecho». Stéphane Delorme de Cahiers du cinéma escribió que la película era «un rendimiento sorprendente para los holandeses. No nos atrevimos a ver un sueño de una película tan audaz y generosa». Uno de los miembros de Variety dijo: «Isabelle Huppert podría ser nuestra mejor actriz viva, y Elle podría ser la mejor película de Paul Verhoeven». Eric Kohn de Indiewire la describió como una «historia de violación-venganza alegre». Ben Croll de TheWrap cree que la película era «escandalosamente divertida, e Isabelle Huppert nunca ha estado mejor».

## Videojuegos
Michèle al ser directora de una empresa de desarrollo de videojuegos , hay muchas referencias a este medio de comunicación, así como la cultura pop en general: deplora la impericia generalizada, un personaje no debe ser ni demasiado bueno ni demasiado malo, como enseña la doctrina clásica. Como enseña la vida. 
- El videojuego Styx: Master of Shadows, se extrae para aparecer en la película.
- el nombre de la compañía estadounidense de videojuegos Activision es citado en un diálogo.
- el término gamer se utiliza en un cuadro de diálogo;
- un cartel del videojuego The Last of Us está colgado en la pared de la habitación de Vincent. Es un videojuego de acción-aventura y survival horror desarrollado por Naughty Dog.
- La animación donde el personaje de Michéle es violada por los tentáculos de un ser hace referencia al Hentai, tipo de anime japonés con un alto contenido sexual y pornográfico.

## Reconocimiento

### Top diez mejores películas en la lista
Elle ha sido posicionada en diferentes listas de las mejores películas del año.
| - 1° – Ignatiy Vishnevetsky, The A.V. Club - 1° – Brian Formo, Collider.com - 1° – Sean Axmaker, Parallax View - 1° – Michael Snydel, RogerEbert.com - 1° – Lisa Nesselson, Screen International - 2° – Cahiers du cinéma - 2° – The Film Stage - 2° – Nicholas Bell, Ioncinema.com - 2° – Dennis Dermody, Paper - 2° – Screen Anarchy - 2° – Lee Marshall, Screen International - 2° – Simon Abrams, RogerEbert.com - 2° – Danny Bowes, RogerEbert.com - 2° – Seongyong Cho, RogerEbert.com - 2° – Peter Sobczynski, RogerEbert.com - 3° – Aubrey Page, Collider.com - 3° – The Guardian - 3° – Sheila O'Malley, RogerEbert.com - 3° – Fionnuala Halligan, Screen International - 3° – Calvin Wilson, St. Louis Post-Dispatch - 4° – Marjorie Baumgarten, The Austin Chronicle - 4° – Matt Prigge, Metro US - 4° – Andrew Wright, Salt Lake City Weekly - 4° – Stephanie Zacharek, Time - 4° – Screen International | - 5° – Mick LaSalle, San Francisco Chronicle - 5° – Gregory Ellwood, The Playlist - 5° – Ben Kenigsberg, RogerEbert.com - 5° – Slant Magazine - 6° – Peter Debruge, Variety - 6° – Todd McCarthy, The Hollywood Reporter - 6° – John Waters, Artforum - 6° – Alison Willmore, BuzzFeed - 6° – Nick Schager, Esquire - 6° – David Hudson, Fandor - 6° – Movie Mezzanine - 6° – Tina Hassannia, RogerEbert.com - 7° – Mark Olsen, The Los Angeles Times - 7° – Steven Erickson, RogerEbert.com - 8° – Katie Rife, The A.V. Club - 8° – Stephen Holden, The New York Times - 8° – Patrick McGavin, RogerEbert.com - 8° – Erin Whitney, ScreenCrush - 9° – Melissa Anderson, Artforum - 9° – Consequence of Sound - 9° – Ben Barna, Nylon - 10° – A. O. Scott, The New York Times (empate con El porvenir) - 10° – Bill Stamets, RogerEbert.com - Top 10 (enumeradas en orden alfabético) – Walter Addiego, San Francisco Chronicle |

### Premios y nominaciones
| Premio                                         | Fecha                     | Categoría                                     | Nominado/a                                                    | Resultado | Referencias.  |
| ---------------------------------------------- | ------------------------- | --------------------------------------------- | ------------------------------------------------------------- | --------- | ------------- |
| AACTA Award                                    | 8 de enero de 2017        | Mejor Actriz                                  | Isabelle Huppert                                              | Nominada  | [ 15 ]        |
| AARP The Magazine                              | 6 de febrero de 2017      | Mejor Actriz                                  | Isabelle Huppert                                              | Nominada  | [ 16 ]        |
| AARP The Magazine                              | 6 de febrero de 2017      | Mejor película extranjera                     | Elle                                                          | Ganadora  | [ 16 ]        |
| Premios Oscar                                  | 26 de febrero de 2017     | Mejor Actriz                                  | Isabelle Huppert                                              | Nominada  | [ 17 ]        |
| Alliance of Women Film Journalists             | 21 de diciembre de 2016   | Mejor película de habla no inglesa            | Elle                                                          | Nominada  | [ 18 ]        |
| Alliance of Women Film Journalists             | 21 de diciembre de 2016   | Mejor Actriz                                  | Isabelle Huppert                                              | Nominada  | [ 18 ]        |
| Alliance of Women Film Journalists             | 21 de diciembre de 2016   | Actress Defying Age and Ageism                | Isabelle Huppert                                              | Ganadora  | [ 18 ]        |
| Alliance of Women Film Journalists             | 21 de diciembre de 2016   | Mejor interpretación                          | Isabelle Huppert                                              | Ganadora  | [ 18 ]        |
| Austin Film Critics Association                | 28 de diciembre de 2016   | Mejor película                                | Elle                                                          | 6.º lugar | [ 19 ]        |
| Austin Film Critics Association                | 28 de diciembre de 2016   | Mejor actriz                                  | Isabelle Huppert                                              | Ganadora  | [ 19 ]        |
| Austin Film Critics Association                | 28 de diciembre de 2016   | Mejor película extranjera                     | Elle                                                          | Nominada  | [ 19 ]        |
| Australian Film Critics Association            | 7 de marzo de 2017        | Mejor película extranjera (idioma extranjero) | Elle                                                          | Nominada  | [ 20 ]        |
| Boston Society of Film Critics                 | 11 de diciembre de 2016   | Mejor Actriz                                  | Isabelle Huppert (también por El porvenir)                    | Ganadora  | [ 21 ]        |
| British Academy Film Awards                    | 18 de febrero de 2018     | Mejor película extranjera                     | Elle                                                          | Nominada  | [ 22 ]        |
| Cannes Film Festival                           | 26 de mayo de 2016        | Palme d'Or                                    | Paul Verhoeven                                                | Nominado  | [ 23 ]        |
| Premios César                                  | 24 de febrero de 2017     | Mejor película                                | Elle                                                          | Ganadora  | [ 24 ]        |
| Premios César                                  | 24 de febrero de 2017     | Mejor director                                | Paul Verhoeven                                                | Nominado  | [ 24 ]        |
| Premios César                                  | 24 de febrero de 2017     | Mejor Actriz                                  | Isabelle Huppert                                              | Ganadora  | [ 24 ]        |
| Premios César                                  | 24 de febrero de 2017     | Mejor Actor de Reparto                        | Laurent Lafitte                                               | Nominado  | [ 24 ]        |
| Premios César                                  | 24 de febrero de 2017     | Mejor Actriz de Reparto                       | Anne Consigny                                                 | Nominada  | [ 24 ]        |
| Premios César                                  | 24 de febrero de 2017     | Mejor Actor de Revelación                     | Jonas Bloquet                                                 | Nominado  | [ 24 ]        |
| Premios César                                  | 24 de febrero de 2017     | Mejor guion adaptado                          | David Birke                                                   | Nominado  | [ 24 ]        |
| Premios César                                  | 24 de febrero de 2017     | Mejor Fotografía                              | Stéphane Fontaine                                             | Nominada  | [ 24 ]        |
| Premios César                                  | 24 de febrero de 2017     | Mejor montaje                                 | Job ter Burg                                                  | Nominado  | [ 24 ]        |
| Premios César                                  | 24 de febrero de 2017     | Mejor música original                         | Anne Dudley                                                   | Nominada  | [ 24 ]        |
| Premios César                                  | 24 de febrero de 2017     | Mejor sonido                                  | Jean-Paul Mugel, Alexis Place, Cyril Holtz y Damien Lazzerini | Nominados | [ 24 ]        |
| Chicago Film Critics Association               | 15 de diciembre de 2016   | Mejor Actriz                                  | Isabelle Huppert                                              | Nominada  | [ 25 ]        |
| Chicago Film Critics Association               | 15 de diciembre de 2016   | Mejor guion adaptado                          | David Birke                                                   | Nominado  | [ 25 ]        |
| Chicago Film Critics Association               | 15 de diciembre de 2016   | Mejor película extranjera                     | Elle                                                          | Nominada  | [ 25 ]        |
| Premios Chlotrudis                             | 2017                      | Mejor actriz                                  | Isabelle Huppert                                              | Ganadora  | [ 26 ]        |
| Critics' Choice Movie Awards                   | 11 de diciembre de 2016   | Mejor Actriz                                  | Isabelle Huppert                                              | Nominada  | [ 27 ]        |
| Critics' Choice Movie Awards                   | 11 de diciembre de 2016   | Mejor película extranjera                     | Elle                                                          | Ganadora  | [ 27 ]        |
| Dorian Awards                                  | 26 de enero de 2017       | Interpretación del año - Actriz               | Isabelle Huppert                                              | Nominada  | [ 28 ]        |
| Dorian Awards                                  | 26 de enero de 2017       | Película extranjera del año                   | Elle                                                          | Nominada  | [ 28 ]        |
| Dublin Film Critics' Circle                    | 13 de diciembre de 2017   | Mejor actriz                                  | Isabelle Huppert                                              | Ganadora  | [ 29 ]        |
| Dublin Film Critics' Circle                    | 13 de diciembre de 2017   | Mejor director                                | Paul Verhoeven                                                | Nominado  | [ 29 ]        |
| Ebertfest: Roger Ebert's Film Festival         | 22 de abril de 2017       | Golden Thumb                                  | Isabelle Huppert                                              | Ganadora  | [ 30 ]        |
| European Film Awards                           | 10 de diciembre de 2016   | Mejor película                                | Elle                                                          | Nominada  | [ 31 ]        |
| European Film Awards                           | 10 de diciembre de 2016   | Mejor director                                | Paul Verhoeven                                                | Nominado  | [ 31 ]        |
| European Film Awards                           | 10 de diciembre de 2016   | Mejor Actriz                                  | Isabelle Huppert                                              | Nominada  | [ 31 ]        |
| Florida Film Critics Circle                    | 23 de diciembre de 2016   | Mejor Actriz                                  | Isabelle Huppert                                              | Ganadora  | [ 32 ]        |
| Florida Film Critics Circle                    | 23 de diciembre de 2016   | Mejor película extranjera                     | Elle                                                          | Ganadora  | [ 32 ]        |
| Globes de Cristal Award                        | 30 de enero de 2017       | Mejor Actriz                                  | Isabelle Huppert                                              | Ganadora  | [ 33 ]        |
| Golden Globe Award                             | 8 de enero de 2017        | Mejor Actriz - Drama                          | Isabelle Huppert                                              | Ganadora  | [ 34 ]        |
| Golden Globe Award                             | 8 de enero de 2017        | Mejor película extranjera                     | Elle                                                          | Ganadora  | [ 34 ]        |
| Gotham Awards                                  | 28 de noviembre de 2016   | Mejor Actriz                                  | Isabelle Huppert                                              | Ganadora  | [ 35 ]        |
| Premios Goya                                   | 4 de febrero de 2017      | Mejor película europea                        | Elle                                                          | Ganadora  | [ 36 ]        |
| Houston Film Critics Society                   | 6 de enero de 2017        | Mejor Actriz                                  | Isabelle Huppert                                              | Nominada  | [ 37 ]        |
| Houston Film Critics Society                   | 6 de enero de 2017        | Mejor película extranjera                     | Elle                                                          | Nominada  | [ 37 ]        |
| Independent Spirit Awards                      | 25 de febrero de 2017     | Mejor Actriz                                  | Isabelle Huppert                                              | Ganadora  | [ 38 ]        |
| IndieWire Critics Poll                         | 19 de diciembre de 2016   | Mejor Actriz                                  | Isabelle Huppert                                              | Ganadora  | [ 39 ]        |
| IndieWire Critics Poll                         | 19 de diciembre de 2016   | Mejor director                                | Paul Verhoeven                                                | Nominado  | [ 39 ]        |
| London Film Critics' Circle                    | 28 de enero de 2018       | Actriz del año                                | Isabelle Huppert                                              | Nominada  | [ 40 ]        |
| London Film Critics' Circle                    | 28 de enero de 2018       | Película extranjera del año                   | Elle                                                          | Ganadora  | [ 40 ]        |
| London Film Festival                           | 15 de octubre de 2016     | Mejor película                                | Elle                                                          | Nominada  | [ 41 ]        |
| Los Angeles Film Critics Association           | 4 de diciembre de 2016    | Mejor Actriz                                  | Isabelle Huppert                                              | Ganadora  | [ 42 ]        |
| Premios Lumières                               | 30 de enero de 2017       | Mejor película                                | Elle                                                          | Ganadora  | [ 43 ]        |
| Premios Lumières                               | 30 de enero de 2017       | Mejor Director                                | Paul Verhoeven                                                | Ganador   | [ 43 ]        |
| Premios Lumières                               | 30 de enero de 2017       | Mejor Actriz                                  | Isabelle Huppert                                              | Ganadora  | [ 43 ]        |
| Premios Lumières                               | 30 de enero de 2017       | Mejor guion                                   | David Birke                                                   | Nominado  | [ 43 ]        |
| Premios Magritte                               | 11 de febrero de 2017     | Mejor Actriz de Reparto                       | Virginie Efira                                                | Nominada  | [ 44 ]        |
| National Board of Review                       | 29 de noviembre de 2016   | Top 5 películas extranjeras                   | Elle                                                          | Ganadora  | [ 45 ]        |
| National Society of Film Critics               | 7 de enero de 2017        | Mejor Actriz                                  | Isabelle Huppert (también por El porvenir)                    | Ganadora  | [ 46 ]        |
| National Society of Film Critics               | 7 de enero de 2017        | Mejor película extranjera                     | Elle                                                          | Nominada} | [ 46 ]        |
| New York Film Critics Circle                   | 1 de diciembre de 2016    | Best Actress                                  | Isabelle Huppert (también por El porvenir)                    | Ganadora  | [ 47 ]        |
| New York Film Critics Online                   | 11 de diciembre de 2016   | Mejor Actriz                                  | Isabelle Huppert                                              | Ganadora  | [ 48 ]        |
| Online Film Critics Society                    | 3 de enero de 2017        | Mejor Actriz                                  | Isabelle Huppert                                              | Nominada  | [ 49 ]        |
| Online Film Critics Society                    | 3 de enero de 2017        | Mejor guion adaptado                          | David Birke, Philippe Djian                                   | Ganadores | [ 49 ]        |
| Online Film Critics Society                    | 3 de enero de 2017        | Mejor película de habla no inglesa            | Elle                                                          | Nominada  | [ 49 ]        |
| Palm Springs International Film Festival       | 14 de enero de 2017       | FIPRESCI Prize por mejor actriz extranjera    | Isabelle Huppert                                              | Ganadora  | [ 50 ]        |
| San Francisco Film Critics Circle              | 11 de diciembre de 2016   | Mejor Actriz                                  | Isabelle Huppert                                              | Ganadora  | [ 51 ] [ 52 ] |
| San Francisco Film Critics Circle              | 11 de diciembre de 2016   | Mejor guion adaptado                          | David Birke                                                   | Nominado  | [ 51 ] [ 52 ] |
| San Francisco Film Critics Circle              | 11 de diciembre de 2016   | Mejor película extranjera                     | Elle                                                          | Ganadora  | [ 51 ] [ 52 ] |
| Santa Barbara International Film Festival      | 8 de febrero de 2017      | Montecito Award                               | Isabelle Huppert                                              | Ganadora  | [ 53 ]        |
| Satellite Awards                               | 19 de febrero de 2017     | Mejor Actriz                                  | Isabelle Huppert                                              | Ganadora  | [ 54 ]        |
| Satellite Awards                               | 19 de febrero de 2017     | Mejor película extranjera                     | Elle                                                          | Nominada  | [ 54 ]        |
| Saturn Award                                   | 28 de junio de 2017       | Mejor película internacional                  | Elle                                                          | Nominada  | [ 55 ]        |
| Seattle Film Critics Society                   | 5 de enero de 2017        | Mejor película del año                        | Elle                                                          | Nominada  | [ 56 ] [ 57 ] |
| Seattle Film Critics Society                   | 5 de enero de 2017        | Mejor película extranjera                     | Elle                                                          | Ganadora  | [ 56 ] [ 57 ] |
| Seattle Film Critics Society                   | 5 de enero de 2017        | Mejor Director                                | Paul Verhoeven                                                | Nominado  | [ 56 ] [ 57 ] |
| Seattle Film Critics Society                   | 5 de enero de 2017        | Mejor Actriz Principal                        | Isabelle Huppert                                              | Ganadora  | [ 56 ] [ 57 ] |
| St. Louis Film Critics Association             | 18 de diciembre de 2016   | Mejor Actriz                                  | Isabelle Huppert                                              | Ganadora  | [ 58 ]        |
| St. Louis Film Critics Association             | 18 de diciembre de 2016   | Mejor película extranjera                     | Elle                                                          | Ganadora} | [ 58 ]        |
| Toronto Film Critics Association               | 11 de diciembre de 2016   | Mejor Actriz                                  | Isabelle Huppert                                              | Nominada  | [ 59 ]        |
| Toronto Film Critics Association               | 11 de diciembre de 2016   | Mejor Película Extranjera                     | Elle                                                          | Nominada  | [ 59 ]        |
| Vancouver Film Critics Circle                  |                           | Mejor Actriz                                  | Isabelle Huppert                                              | Ganadora  | [ 60 ]        |
| Vancouver Film Critics Circle                  | Mejor película extranjera | Elle                                          | Nominada                                                      |           | [ 60 ]        |
| Village Voice Film Poll                        | 21 de diciembre de 2016   | Mejor Actriz                                  | Isabelle Huppert                                              | Ganadora  | [ 61 ]        |
| Washington D. C. Area Film Critics Association | 5 de diciembre de 2016    | Mejor Película Extranjera                     | Elle                                                          | Ganadora  | [ 62 ]        |